# Hold Me (chanson de Teddy Pendergrass et Whitney Houston)
Pour les articles homonymes, voir Hold Me.
Singles par Teddy Pendergrass
I Want My Baby Back
(1984) You're My Choice Tonight (Choose Me)
(1984)
Singles par Whitney Houston
You Give Good Love
(1985)
Hold Me est une chanson interprétée en duo par Teddy Pendergrass et Whitney Houston, parue sur l'album Love Language (1984) de Teddy Pendergrass et le premier album éponyme (1985) de Whitney Houston. Elle est sortie en single le 24 mai 1984. Hold Me est notable pour être le premier single de la carrière de Whitney Houston,.

## Contexte et enregistrement
La chanson est enregistrée pour la première fois en solo par la chanteuse Diana Ross, sur son album Silk Electric de 1982, sous le titre In Your Arms, avec des paroles légèrement différentes. La chanson est écrite par Linda Creed (en) et Michael Masser (en).
La version interprétée en duo par Teddy Pendergrass et Whitney Houston, renommée Hold Me, est enregistrée pour le huitième album studio de Teddy Pendergrass, Love Language, sorti en 1984. Hold Me est ensuite également ajoutée sur le premier album éponyme de Whitney Houston, sorti en 1985.

## Accueil
Aux États-Unis, la chanson s'est classée dans le top 5 du classement des singles R&B et a atteint la 46e place du Billboard Hot 100 en 1984,. Elle s'est également classée dans le top 30 en Irlande, aux Pays-Bas et en Belgique néerlandophone. 
Ron Wynn du site AllMusic évoque cette chanson lors de sa critique de l'album Love Language de Teddy Pendergrass et la qualifie de « bon duo ». Cette chanson étant sortie en 1984, Whitney Houston n'était pas éligible pour la nomination au Grammy Award du meilleur nouvel artiste lors de la 28e cérémonie des Grammy Awards en 1986, l'année suivant la sortie de son propre premier album.

## Liste des titres
| 1. | Hold Me (avec Whitney Houston) | - Michael Masser - Linda Creed | 4:53 |
| 2. | Love (Teddy Pendergrass)       | - Masser - Randy Goodrum       | 3:04 |

| 1. | Hold Me (avec Whitney Houston) | 6:00 |
| 2. | Love (Teddy Pendergrass)       | 3:04 |

## Personnel
- Chant : Teddy Pendergrass et Whitney Houston
- Batterie : Carlos Vega
- Basse : Nathan East
- Claviers : Randy Kerber, Michael Masser, Ray Parker Jr.
- Guitares : Paul Jackson

## Classements
| Classement (1984–1986)                 | Meilleure position |
| -------------------------------------- | ------------------ |
| Belgique (Flandre Ultratop 50 Singles) | 30                 |
| États-Unis (Hot 100)                   | 46                 |
| États-Unis (Hot Black Singles)         | 5                  |
| États-Unis (Adult Contemporary)        | 6                  |
| Irlande (IRMA)                         | 25                 |
| Pays-Bas (Nederlandse Top 40)          | 22                 |
| Pays-Bas (Nationale Hitparade)         | 24                 |
| Royaume-Uni (UK Singles Chart)         | 44                 |

| Classement (1984)               | Position |
| ------------------------------- | -------- |
| États-Unis (Adult Contemporary) | 41       |